# Анизокория
Анизокория е медицински термин, описващ състояние, при което двете зеници имат различен диаметър. Нормално зениците на двете очи имат еднаква ширина. При част от човешката популация се наблюдава естествено различие в диаметъра на зениците, което не е обусловено от заболяване – физиологична анизокория. Малки отклонения до 0,5 mm могат да се наблюдават и при здрави хора с различна рефракция на двете очи – късогледство, далекогледство (при късогледство съответната зеница е по-широка). В останалите случаи (патологични изменения под 0,5 mm и големи отклонения над тази стойност) анизокорията е симптом на друго заболяване или увреждане.